# Meskyana
Meskyāna (in arabo مسكيانة ‎?) è un centro, abitato di poco più di 30.000 abitanti, dell'omonimo distretto algerino di Umm al-Buwāqī (in arabo  أم البواقي‎?) (spesso, per rispettare la realtà fonetica, reso come Oum el-Bouaghi).
Identico nome ha anche un fiume che scorre fra ʿAyn Bayḍa e Tebessa, vicino al quale Ḥassān b. al-Nuʿmān fu sconfitto dai Berberi della Kāhina, tanto da essere costretto a ripiegare in Tripolitania.